# Olophrum consimile
Olophrum consimile är en skalbaggsart som först beskrevs av Leonard Gyllenhaal 1810.  Olophrum consimile ingår i släktet Olophrum, och familjen kortvingar. Arten är reproducerande i Sverige.